# Ammiaphis
Ammiaphis (лат.) — род тлей из подсемейства Aphidinae (Macrosiphini). Палеарктика (встречаются от Средней и Восточной Европы до Центральной Азии).

## Описание
Мелкие насекомые желтовато-зеленого цвета, длина около 2 мм.
Ассоциированы с зонтичными растениями рода Резак (Falcaria, Umbelliferae/Apiaceae). Видовое название дано по научному латинскому имени растения-хозяина.
- Ammiaphis sii (Koch, 1855)[2]
  - =Aphis falcariae Eastop & Hille Ris Lambers, 1976
  - =Ammiaphis falcarii
  - =Aphis falcarii Rusanova, 1942 (под этим названием был описан из Азербайджана)[3][4]